# Alamanno Biagi
Alamanno Biagi (Firenze, 20 dicembre 1806 – Firenze, 16 giugno 1861) è stato un direttore d'orchestra italiano.

## Biografia
Era il secondo di quattro figli (Lodovico, Alamanno, Antonio e Alessandro) di Leopoldo Biagi, spedizioniere fiorentino e di Leopolda Corsi.
Sia Alamanno che gli altri due fratelli vennero introdotti al mondo della musica dal fratello maggiore Lodovico, uno dei primi chirurghi plastici italiani, pianista per diletto, che morì per cause ignote all'età di 41 anni.
Biagi frequentò negli anni '20 dell'Ottocento l’Accademia di belle arti di Firenze, classe seconda di musica. Nel 1824 vinse il suo primo premio per la sezione Contrappunto a cui fece seguito, nel 1829, un altro premio, questa volta grazie a una composizione per violino e archi “nello stile di Haydn”. Il 30 agosto del 1831 "l’abilissimo ed esperto giovine" si impose all'attenzione del pubblico del Teatro Alfieri con la direzione di due sinfonie.

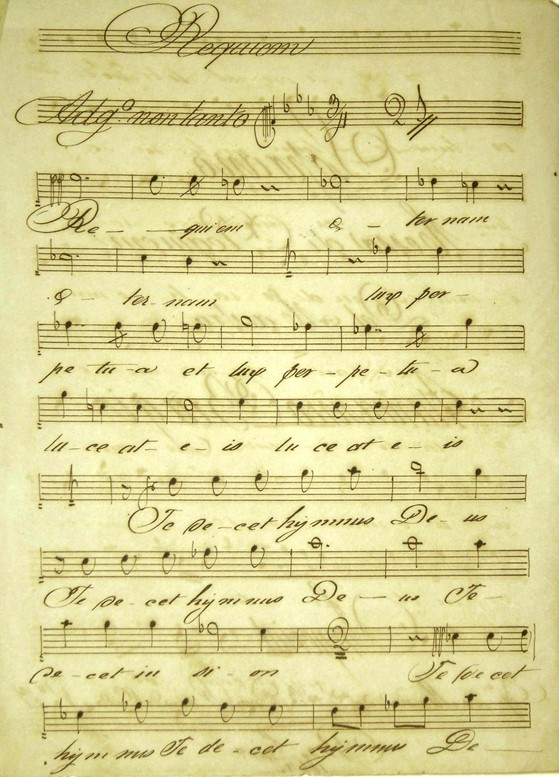
Alamanno Biagi, Messa di Requiem - Parte del Soprano, prima pagina

Nel 1836 divenne primo violino dell’Orchestra del Teatro della Pergola sotto le direzioni artistiche di Andrea Nencini prima e di Pietro Romani poi. Quell'anno vennero eseguiti Belisario e Lucrezia Borgia di Gaetano Donizetti,  Zaira di Vincenzo Bellini, La muta di Portici di Daniel Auber e, in prima assoluta, Fausto di Luigi Gordigiani. Sempre nello stesso anno gli venne offerta la prima vera opportunità di dirigere l'Orchestra della Pergola, con Nencini maestro e direttore dell’Opera, in Lucia di Lammermoor di Donizetti.  Il 10 ottobre il Corpo accademico dei professori di musica "decreta il passaggio dei sigg. Alamanno Biagi e Ferdinando Giorgetti, già Soci professori nella classe dei violinisti, a quella dei Maestri di cappella". Diresse in questa veste, sul finire dell’anno, presso la Compagnia di S.M. del Giglio detta dei Ciechi, in S. Barnaba, la Gran Messa a due cori, una sua opera prima per la quale "basti dire che lo strumentale sorprese, il vocale incantò; che il solo rispetto dovuto al sacro luogo ritenne il popolo dall’esternare al giovine compositore il suo compiacimento". Il 27 novembre morì il padre Leopoldo, un anno dopo la morte del fratello Pietro, zio di Alamanno e capostipite di un altro ramo della famiglia Biagi (Luigi e Guido Biagi).
Nel 1837 assunse ufficialmente il ruolo di direttore d'orchestra della Pergola, con Pietro Romani maestro e direttore dell’Opera e Gaetano Bruscagli primo violino esordendo con Caterina di Cleves di Luigi Savi. Nella sua carriera artistica dirigerà oltre 50 opere di vari autori.
Il 1838 sarà l'anno di Donizetti. Biagi dirigerà ben tre opere del Maestro, il Roberto Devereux, Il Campanello e la Maria de Rudenz. In quest'ultima il personaggio di Maria venne affidato alla grande soprano Virginia de Blasis. Fu la sua ultima interpretazione, morì un mese dopo all'età di 34 anni e venne sostituita nelle recite successive da un'altra grande del melodramma, Giuseppina Strepponi.
Biagi diresse ininterrottamente alla Pergola per l’intero decennio 1837-1847, nonostante alcuni iniziali dissidi con l’impresario Lanari che pare gli preferisse Luigi Maria Viviani. Riscosse successo sia di pubblico sia di critica nella direzione di opere di vari autori (Mercadante, Donizetti, Poniatowski, Meyerbeer, Pacini, Weber e altri) con i migliori interpreti dell’epoca, dai baritoni Felice Varesi, Fortunato Gorin e Sebastiano Ronconi, alla contralto Marietta Brambilla, al tenore Ferdinando Ceccherini, alle soprano Giuseppina Strepponi, Luisa Boccabadati e Marianna Barbieri-Nini.
Il 15 settembre 1840 diresse la prima assoluta dell'opera I Petronj e i Geminiani, dramma eroicomico in due atti su libretto di Angelo Anelli, che riscosse plauso e consensi dal pubblico fiorentino. La versione originale del libretto riporta erroneamente Alamanno anche come autore dell'opera ma una revisione successiva, basata fra l'altro sulla correzione al nome dell'autore apportata nelle copie del libretto diffuse successivamente ne assegna invece più correttamente la paternità al fratello Alessandro Biagi.
Il 16 agosto 1841, insieme a Ferdinando Ceccherini, Geremia Sbolci e Ferdinando Giorgetti, sottoscrisse il Manifesto ideato da Abramo Basevi per l’esecuzione della Creazione del Mondo di Haydn nel salone dei 500 di Palazzo Vecchio in occasione del terzo congresso scientifico “La musica considerata filosoficamente” che si sarebbe tenuto il 1 settembre di quell'anno.

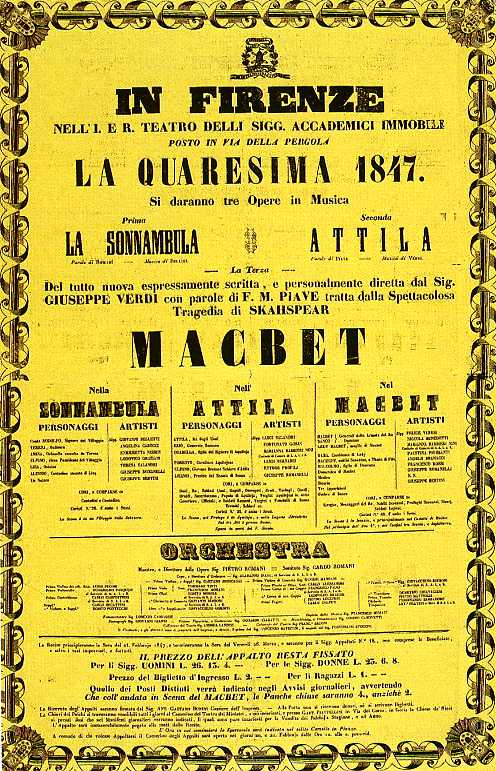
Locandina della prima assoluta del Macbeth di Giuseppe Verdi - Teatro della Pergola Firenze, dirige Alamanno Biagi

Il 14 marzo 1847 Biagi diresse la prima assoluta del Macbeth di Giuseppe Verdi. Fu un grandioso successo di pubblico (Verdi venne chiamato alla ribalta almeno 40 volte), ben preparato dal maestro con lunghe e meticolose prove (ne presidiò personalmente più di 100) che "stremarono" le maestranze. “Ma i direttori dello spettacolo Pietro Romani concertatore e Alemanno Biagi direttore d’orchestra e gli artisti che avevano un nome giustamente celebre come la Barbieri Nini e il Varesi subivano poco a poco il fascino di quella volontà ferrea, di quella indomita fantasia mai contenta di se, e che tornava ogni giorno a suggerire qualche nuova interpretazione, magari cozzante con quella del giorno avanti, ma più perfetta, più artisticamente efficace.”
Sempre nel 1847 diresse una Messa di Requiem a 4 voci in piena partitura da lui composta in memoria del fratello Lodovico scomparso qualche anno prima.
Biagi andò oltre la pura attività di musicista giocando anche un ruolo fondamentale nella difesa degli interessi delle maestranze teatrali, facendo proprie le recriminazioni degli orchestrali, tenuti in balia delle decisioni dell’impresario sia per le scelte organizzative sia per il trattamento economico. Nel 1843 fondò infatti, con Teodulo Mabellini e Enrico D'Arcis la Società di Mutuo Soccorso fra gli artisti di musica dedicandovi soldi, passione e tempo.  Nel 1847 inviò una lettera all'Accademia degli Immobili (proprietaria del Teatro della Pergola) nella quale chiedeva una serie di miglioramenti a favore degli orchestrali, l’ottenimento di un assegno mensile (erano pagati a serata), una cassa mutua a loro tutela, ma soprattutto la possibilità che l’orchestra operasse alle dirette dipendenze dell’Accademia e non dell’impresario. Da questa petizione non scaturirà peraltro alcun risultato immediato, tanto che per protesta Biagi si dimise dal ruolo di direttore senza di fatto lavorare per quasi tutto il 1848 e il 1849. In una lettera datata 23 giugno 1850 Biagi dichiarò che sarebbe tornato volentieri a dirigere ponendo una sola condizione, che il suo ruolo fosse inquadrato nei ranghi dell’Accademia e non dell’impresa. La condizione venne accettata. Tornò a pieno titolo alla Pergola con un grande riscontro di critica e di pubblico. In coppia con il maestro Teodulo Mabellini in qualità di concertatore diresse altre tre opere verdiane, La battaglia di Legnano, il Rigoletto (presentato nel 1852 con il titolo Viscardello) e Il trovatore.
Non poté invece vedere in essere i cambiamenti auspicati in favore degli orchestrali, per i quali aveva tanto lottato.
Biagi morì infatti a Firenze il 16 giugno 1861.
Sarà solo con il Regolamento dell’Orchestra pubblicato l’11 dicembre 1863, ovvero due anni dopo la sua morte, che tutte le richieste da lui promosse verranno di fatto accolte: il riconoscimento di una cifra annua stabilita dall'Accademia per il mantenimento dell’Orchestra, la scelta degli orchestrali a carico dell’Accademia e non dell'impresario, l'agognata paga mensile, il contratto con ciascun orchestrale che dovrà avere la durata di nove anni con il riconoscimento di otto giorni l’anno di cassa malattia, la possibilità di lavorare per altri teatri nei periodi di inattività della Pergola.
Sempre post mortem gli venne riconosciuto un premio per "un bellissimo quartetto per due violini, viola e violoncello che presentò poco prima della sua morte ad uno dei concorsi dovuti alla liberalità del Basevi".

## Opere principali
- Sestupla: a piena orchestra per il Carnevale Totale parti n. 18, Società filarmonica aretina 1828
- Sinfonia in Fa,Totale parti n. 21, Società filarmonica aretina
- Fantasia per violino con accompagnamento di pianoforte, G.Berni 1842
- Messa a quattro voci e orchestra, 1 partitura (215 p) in 4ª Ed. Lorenzi 1846
- Inno popolare per canto e pianoforte, 1 partitura (3 p) in 4ª Ed. Lorenzi 18..
- La costituzione toscana: inno per 3 voci e pianoforte 1 partitura (14 p.) Ed. Lorenzi 18..
- Messa di requiem, 4 voci, coro e orchestra in do min, Spartiti musicali a stampa, in latino 1847